# Nazionale maschile di calcio del Bahrein
La nazionale di calcio del Bahrein (in arabo منتخب البحرين لكرة القدم‎?) è la squadra di calcio nazionale dell'emirato del Bahrein ed è posta sotto l'egida della Bahrain Football Association.
La federcalcio nazionale fu costituita nel 1957 e si affiliò alla FIFA nel 1966 all'AFC nel 1969. La nazionale bahreinita di calcio non si è mai qualificata alla fase finale del campionato del mondo. In Coppa d'Asia ha raggiunto il quarto posto nel 2004, anno in cui la FIFA ha assegnato alla nazionale bahreinita il premio di squadra che ha fatto i maggiori progressi. Ha vinto la Coppa delle nazioni del Golfo nel 2019.
Attualmente occupa l'86ª posizione della classifica mondiale della FIFA.

## Storia

### Esordi
La nazionale bahreinita nacque nel 1951. La locale federazione calcistica fu fondata nel 1957 e si iscrisse alla FIFA nel 1966 e all'AFC nel 1969. Esordì il 2 aprile 1966 a Baghdad, pareggiando per 4-4 contro il Kuwait. Il 6 aprile 1966, sempre a Baghdad, fece registrare la sconfitta più larga della propria storia, perdendo per 10-1 contro l'Iraq.

### Dal 1978 al 1992
Debuttò nelle eliminatorie della Coppa del mondo nelle qualificazioni al Argentina 1978, concluse al secondo turno. Le qualificazioni al mondiale di Spagna 1982 furono chiuse, invece, al primo turno, mentre nelle eliminatorie del campionato del mondo 1986 arrivò un'altra eliminazione al secondo turno. Finalista al Coppa araba 1985 (battuta per 1-0 dall'Iraq), negli anni '80 la nazionale bahreinita non riuscì a qualificarsi per la Coppa d'Asia. Nella Coppa delle Nazioni del Golfo disputò la finale nel 1970 e nel 1982, uscendo sempre sconfitta dal Kuwait.
Riuscì a qualificarsi per la prima volta alla fase finale della Coppa d'Asia nell'edizione del 1988, battendo nelle eliminatorie Corea del Sud e Yemen del Sud e pareggiando con l'Indonesia. Nella fase finale pareggiò con Arabia Saudita (1-1) e Kuwait (0-0) e fu battuta da Cina (0-1) e Siria (0-1), non riuscendo a qualificarsi per la semifinale. Nella Coppa delle Nazioni del Golfo del 1992 fu battuto in finale dal Qatar.

### Dal 1993 al 2004
Nelle eliminatorie del campionato del mondo 1994 il Bahrein si classificò secondo su cinque squadre del girone di primo turno, dietro Corea del Sud e davanti a Hong Kong, India e Libano, mancando così l'accesso al turno finale. Peggio andarono le qualificazioni al campionato del mondo 1998, chiuse al terzo e ultimo posto nel girone di primo turno con Giordania e Emirati Arabi Uniti. Nelle qualificazioni al mondiale nippo-coreano del 2002 il Bahrein vinse il girone di primo turno comprendente anche Kuwait, Kirghizistan e Singapore, ma terminò al terzo posto su cinque squadre il girone di secondo turno, dietro Arabia Saudita e Iran e davanti a Iraq e Thailandia. Nel 2002 fu finalista della Coppa araba, battuto dall'Arabia Saudita nell'atto conclusivo. Nella Coppa delle Nazioni del Golfo del 2003 fu sconfitto in finale ancora dall'Arabia Saudita.
Qualificatosi per la prima volta per la fase finale della Coppa d'Asia, il Bahrein vi esordì nel 2004. Dopo due pareggi contro Cina (2-2 con gol di Mohamed Hubail e Husain Ali) e Qatar (1-1 con rete di Mohamed Hubail), batté per 3-1 l'Indonesia (gol di Talal Yousef, A'ala Hubail e Husain Ali), qualificandosi per i quarti di finale, dove batté per 4-3 ai tiri di rigore l'Uzbekistan (2-2 dopo i tempi supplementari, doppietta di A'ala Hubail). In semifinale fu eliminato dal Giappone (4-3 dopo i tempi supplementari; per i bahreiniti doppietta di A'ala Hubail e gol di Duaij Naser), mentre nella finale di consolazione fu sconfitto per 4-2 dall'Iran (gol di Saleh Farhan e Talal Yousef). A'ala Hubail, autore di 5 reti, fu capocannoniere del torneo insieme all'iraniano Ali Karimi.

### Dal 2005 ad oggi

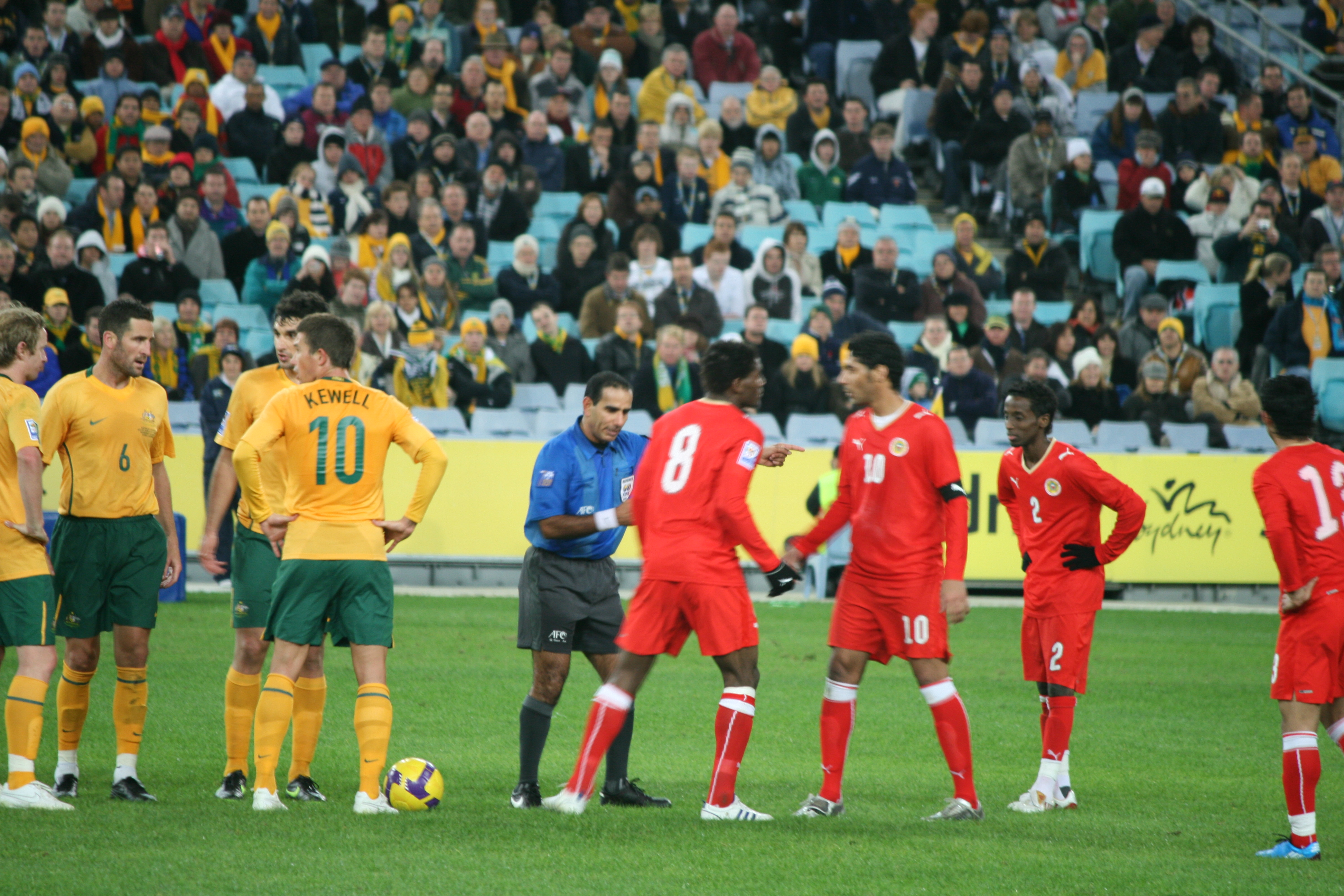
Il Bahrein contro l' il 10 giugno 2009 in una partita valida per le qualificazioni AFC al campionato del mondo 2010

Il 12 ottobre 2005 il Bahrein vinse lo spareggio AFC contro l'Uzbekistan, ottenendo un posto nello spareggio AFC-CONCACAF per il mondiale del 2006. All'andata, nel settembre 2005, fu sconfitto per 1-0 l'Uzbekistan, ma la gara fu invalidata dalla FIFA e ripetuta per un errore arbitrale, curiosamente a danno degli uzbeki. Nella ripetizione della partita di andata giocata a Taškent il Bahrein pareggiò per 1-1 contro la nazionale di casa e, grazie allo 0-0 nella partita di ritorno a Manama, guadagnò l'accesso allo spareggio di qualificazione al mondiale di Germania 2006 contro la quarta classificata del girone finale di qualificazione CONCACAF, Trinidad e Tobago. Dopo il pareggio 1-1 in trasferta a Port of Spain, a Manama la nazionale bahreinita fu sconfitta per 1-0 da Trinidad e Tobago, che così si qualificò per Germania 2006 a scapito degli asiatici.
La nazionale del Bahrein fu presente anche alla Coppa d'Asia 2007, dove fu sconfitta all'esordio (1-2) dall'Indonesia, una delle nazioni ospitanti, malgrado il gol di Sayed Mahmood Jalal. Batté poi la Corea del Sud per (2-1, reti di Ismael Abdullatif e Salman Isa), ma fu sconfitta nella terza partita dall'Arabia Saudita (0-4) ed eliminata dal torneo.
Nel 2009 il Bahrein vinse nuovamente lo spareggio tra le due terze classificate nei gironi finali delle qualificazioni AFC al mondiale, stavolta per il mondiale sudafricano del 2010. Con un doppio pareggio il Bahrein superò il play-off a spese dell'Arabia Saudita per la regola dei gol fuori casa (0-0 in casa e 2-2 a Riad). Nello spareggio inter-zona per l'accesso al mondiale 2010 affrontò dunque la Nuova Zelanda. Dopo il pari per 0-0 nella partita d'andata in casa, al ritorno perse 1-0 a Wellington, mancando così nuovamente la possibilità di qualificarsi per la fase finale di un mondiale.
Nella fase finale della Coppa d'Asia 2011 arrivò un'eliminazione al primo turno: il Bahrein chiuse il girone dietro Australia e Corea del Sud e davanti all'India, con due sconfitte (1-2 contro i sudcoreani e 0-1 contro gli australiani) inframmezzate dalla vittoria (5-2) contro gli indiani.
Nelle qualificazioni ai mondiali del 2014 la nazionale del Bahrein fu eliminata alla terza fase, non essendo stata in grado di superare il girone, concluso al terzo posto dietro Iran e Qatar. In questa campagna di qualificazione, il 29 febbraio 2012, il Bahrein ottenne la più larga vittoria della propria storia, battendo per 10-0 l'Indonesia a Riffa. Il successo, pur storico, non fu utile ai fini della qualificazione perché il Qatar pareggiò l'ultimo match quando ai bahreiniti, che pure grazie al 10-0 avevano colmato la differenza reti con i qatarioti, sarebbe servita una sconfitta degli avversari contro l'Iran.
Anche nella fase finale della Coppa d'Asia 2015 la squadra fu eliminata, come quattro anni prima, al primo turno: il Bahrein chiuse il girone dietro Iran ed Emirati Arabi Uniti e davanti al Qatar, con due sconfitte (0-2 contro gli iraniani e 1-2 contro gli emiratini) e una vittoria per 2-1 contro i qatarioti all'ultima giornata.
Non andarono meglio le qualificazioni al mondiale di Russia 2018, che per il Bahrein si conclusero con l'eliminazione già alla seconda fase, a causa del quarto posto nel girone.
Qualificatasi alla fase finale della Coppa d'Asia 2019, la squadra superò la fase a gironi risultando la migliore delle quattro terze classificate nei gruppi, dopo un pareggio (1-1 contro gli Emirati Arabi Uniti padroni di casa), una sconfitta (0-1 contro la Thailandia) e una vittoria (1-0 contro l'India). Agli ottavi di finale fu eliminata dalla Corea del Sud (1-2 dopo i tempi supplementari).
Guidata dal CT Hélio Sousa, la nazionale bahreinita vinse poi la Coppa delle nazioni del Golfo 2019, battendo in finale l'Arabia Saudita per 1-0. Nelle qualificazioni al campionato del mondo 2022 si piazzò terza nel proprio girone di secondo turno, a 2 punti dalla seconda classificata e 3 dalla prima. Nel 2024 partecipò alla Coppa d'Asia: pur perdendo la prima partita per 3-1 contro la Corea del Sud si qualificò comunque come capolista del girone battendo per 1-0 la Giordania e la Malaysia; agli ottavi di finale, però, fu eliminato dal Giappone, vittorioso per 3-1.

## Commissari tecnici
Lista dei commissari tecnici del Bahrein.
- Emad Al-Maawada and Abdul-Salam Alam (1966)
- Hamada El-Sharqawi (1970-1974)
- Danny McLennan (1974-1975)
- Jack Mansell (1976)
- Mal Thompson Michael Gorman (1979)
- Ljubiša Broćić (1979-1981)
- Ali Ahmed Farouq (1981)
- Sebastião Pereira de Araújo (1982-1984)
- Keith Burkinshaw (1984-1986)
- Abdelmajid Chetali (1988)
- Uli Maslo (1990)
- Sebastião Pereira de Araújo (1992-1993)
- Ivan Katalinić (1994)
- Hamad Rashid Nasser Al-Noyami (1994)
- Fuad Boshqar (1996)
- Josef Hickersberger (1997)
- Ernesto Rosa Guedes (1998)
- Alexandru Moldovan (1999)
- Salman Sharida (2000)
- Victor Stănculescu (2000-2001)
- Wolfgang Sidka (2001-2002)
- Yves Herbet (2003)
- Srećko Juričić (2003-2005)
- Wolfgang Sidka (2005)
- Luka Peruzović (2005-2006)
- Riyadh Al-Thawadi (2006), ad interim
- Hans-Peter Briegel (2006-2007)
- Senad Kreso (2007 caretaker)
- Milan Máčala (2008-2010)
- Josef Hickersberger (2010)
- Marjan Eid (2010, caretaker)
- Salman Sharida (2010-2011)
- Peter John Taylor (2011-2012)
- Gabriel Calderón (2012-2013)
- Anthony Hudson (2013 - ago. 2014)
- Adnan Hamad (ago. 2014 - nov. 2014)
- Marjan Eid (nov. 2014 - gen. 2015)
- Sergio Batista (mag. 2015 - mag. 2016)
- Miroslav Soukup (lug. 2016 - gen. 2019)
- Hélio Sousa (mar. 2019 - giu. 2023)
- Juan Antonio Pizzi (lug. 2023 - feb. 2024)
- Dragan Talajić (feb. 2024 - oggi)

## Partecipazioni al campionato mondiale di calcio
- Dal 1930 al 1974: non partecipante
- Dal 1978 al 1986: non qualificata
- 1990: ritirata
- Dal 1994 al 2026: non qualificata

## Partecipazioni alla Coppa d'Asia
- Dal 1956 al 1968: Non partecipante
- 1972: Non qualificata
- 1976: Ritirata
- 1980: Ritirata durante le qualificazioni
- 1984: Non partecipante
- 1988: Primo turno
- 1992: Non partecipante
- 1996: Ritirata
- 2000: Non qualificata
- 2004: Quarto posto
- 2007: Primo turno
- 2011: Primo turno
- 2015: Primo turno
- 2019: Ottavi di finale
- 2023: Ottavi di finale

## Rosa attuale
Lista dei convocati per la Coppa d'Asia 2023.
| N. | Pos. | Giocatore             | Data nascita (età)          | Pres. | Reti | Squadra        |
| -- | ---- | --------------------- | --------------------------- | ----- | ---- | -------------- |
| 1  | P    | Abdulkarim Fardan     | 25 aprile 1992 (31 anni)    | 1     | 0    | Al-Riffa       |
| 2  | D    | Amine Benadi          | 9 maggio 1993 (30 anni)     | 21    | 0    | Al-Muharraq    |
| 3  | D    | Waleed Al Hayam       | 4 novembre 1988 (35 anni)   | 104   | 0    | Al-Muharraq    |
| 4  | D    | Sayed Baqer           | 14 aprile 1994 (29 anni)    | 29    | 0    | Al-Riffa       |
| 5  | C    | Mohamed Abdulwahab    | 13 novembre 1989 (34 anni)  | 18    | 1    | Al-Najma       |
| 6  | C    | Mohammed Al-Hardan    | 6 ottobre 1997 (26 anni)    | 29    | 2    | Al-Muharraq    |
| 7  | C    | Ali Madan             | 30 novembre 1995 (28 anni)  | 83    | 11   | Ajman          |
| 8  | C    | Mohamed Marhoon       | 12 febbraio 1998 (25 anni)  | 54    | 14   | Al-Riffa       |
| 9  | A    | Abdulla Yusuf Helal   | 12 giugno 1993 (30 anni)    | 96    | 13   | Mladá Boleslav |
| 10 | C    | Kamil Al Aswad        | 8 aprile 1994 (29 anni)     | 92    | 12   | Al-Riffa       |
| 11 | C    | Ebrahim Al Khattal    | 19 settembre 2000 (23 anni) | 17    | 3    | Manama         |
| 12 | C    | Ali Hassan Isa        | 21 maggio 1999 (24 anni)    | 3     | 0    | Al-Riffa       |
| 13 | C    | Moses Atede           | 17 dicembre 1997 (26 anni)  | 3     | 0    | Kedah          |
| 14 | A    | Abdullah Al-Hashsash  | 17 agosto 1992 (31 anni)    | 8     | 2    | Al-Ahli        |
| 15 | C    | Jasim Al-Shaikh       | 1º febbraio 1996 (27 anni)  | 59    | 4    | Al-Riffa       |
| 16 | C    | Mohammed Abdul Qayoom | 4 giugno 2001 (22 anni)     | 2     | 0    | Al-Riffa       |
| 17 | D    | Salem Hussain         | 13 febbraio 2001 (22 anni)  | 0     | 0    | Al-Shabab      |
| 18 | D    | Mohammed Adel Hasan   | 20 settembre 1996 (27 anni) | 32    | 0    | Al-Khaldiya    |
| 19 | D    | Hazza Ali             | 9 giugno 1995 (28 anni)     | 6     | 0    | Al-Riffa       |
| 20 | A    | Mahdi Al-Humaidan     | 19 maggio 1993 (30 anni)    | 54    | 5    | Al-Khaldiya    |
| 21 | P    | Sayed Mohammed Jaffer | 25 agosto 1985 (38 anni)    | 161   | 0    | Al-Muharraq    |
| 22 | P    | Ebrahim Lutfalla      | 24 settembre 1992 (31 anni) | 12    | 0    | Al-Ahli        |
| 23 | D    | Abdullah Al-Khalasi   | 2 settembre 2003 (20 anni)  | 4     | 1    | Al-Muharraq    |
| 24 | C    | Jasim Khelaif         | 22 febbraio 1998 (25 anni)  | 11    | 0    | East Riffa     |
| 25 | C    | Ibrahim Al-Wali       | 12 giugno 1997 (26 anni)    | 1     | 0    | Al-Najma       |
| 26 | D    | Hussain Al-Eker       | 30 settembre 2001 (22 anni) | 1     | 0    | Al-Riffa       |

## Tutte le rose

### Coppa d'Asia
Coppa d'Asia 19881 Sultan, 2 Abbas, 4 Al-Jazaf, 5 Ali Daif, 6 Faraj, 7 N. J. Mohammed, 9 Ahmed, 10 Froutan, 11 Salman, 14 Yousif, 15 Thani, 16 Khalfan, 17 Hissain, 19 N. Mohammed, 20 Al-Ansari, 21 Hassan, CT: Al Arabi
Coppa d'Asia 20041 Abdulkarim, 2 Husain, 5 Al Mosawi, 6 Al Kuwari, 7 Mahmood, 8 R. Al-Dosari, 9 H. Abdulla, 10 Salmeen, 11 F. Al-Dosari, 12 Juma, 13 Yousef, 14 Isa, 15 Farhan, 16 Mohamed, 17 Baba, 19 M. Jaffer, 20 Abbas, 21 S. Jaffer, 22 Abdulla, 23 Naser, 29 M. Hubail, 30 A. Hubail, CT: Juričić
Coppa d'Asia 20071 Al Thani, 2 M. Husain, 3 Al Marzooqi, 7 Mahmood, 8 Al-Dosari, 9 Abdulla, 10 Salmeen, 11 Abdullatif, 12 Fatadi, 13 Yousef, 14 Isa, 15 Omar, 16 Adnan, 17 Baba, 18 Makki, 21 Abdulkarim, 25 Aaish, 26 Okwunwanne, 27 Abdulrahman, 28 Khamis, 29 M. Hubail, 30 A. Hubail, CT: Máčala
Coppa d'Asia 20111 Abdulla, 2 Al Hooti, 3 Al Marzooqi, 4 Fatadi, 5 Abdulhameed, 6 Ayyad, 7 Al Anezi, 8 Okwunwanne, 9 Al Malood, 10 Al Hayam, 11 Abdullatif, 12 Aaish, 13 Abdulrahman, 14 Isa, 15 Omar, 16 Saad, 17 Baba, 18 Al Safi, 19 Al Ajmi, 20 Al Dakeel, 21 Mushaima, 22 Khamis, 23 Al Mishkhas, CT: Sharida
Coppa d'Asia 20151 Jaffer, 2 Husain, 3 Al Hayam, 4 Dhiya, 5 Shallal, 6 Yasser, 7 Al Safi, 8 Ahmed, 9 Al Malood, 10 Al Alawi, 11 Abdullatif, 12 Aaish, 13 Al-Haza'a, 14 Okwunwanne, 15 Omar, 16 Helal, 17 Baba, 18 Mahorfi, 19 Budahoom, 20 Al Husaini, 21 Al Doseri, 22 Al Sebaie, 23 Al Hooti, CT: Eid
Coppa d'Asia 20191 Alawi, 2 Baqer, 3 Al Hayam, 4 Dhiya, 5 Al-Shamsan, 6 Merza, 7 Al Safi, 8 Marhoon, 9 Al-Humaidan, 10 Helal, 11 Madan, 12 Juma, 13 Al Romaihi, 14 Haram, 15 Al-Shaikh, 16 Isa, 17 Bughammar, 18 Abdulla, 19 Al Aswad, 20 Al Husaini, 21 Habib, 22 Fardan, 23 Rashid, CT: Soukup
Coppa d'Asia 20231 Fardan, 2 Benaddi, 3 Al Hayam, 4 Baqer, 5 Abdulwahab, 6 Al-Hardan, 7 Madan, 8 Marhoon, 9 Yusuf Helal, 10 Al-Aswad, 11 Al Khattal, 12 Isa, 13 Atede, 14 Al-Hashash, 15 Al-Shaikh, 16 Abdul Qayoom, 17 Hussain, 18 Adel, 19 Ali, 20 Al-Humaidan, 21 Jaffer, 22 Lutfalla, 23 Al-Khalasi, 24 Khelaif, 25 Al-Wali, 26 Al-Eker, CT: Pizzi

## Palmarès
- Coppa delle Nazioni del Golfo: 2

2019, 2024